# 천체물리학
천체물리학(天體物理學, 영어: astrophysics)은 물리학과 화학의 원리들을 응용하는 천문학 및 물리학의 한 분야로, 항성·은하·성간물질 등 천체의 물리적 성질(광도·밀도·온도·화학 조성 등)이나 천체 간의 상호작용 등을 대상으로 물리학 이론을 이용하여 연구하는 학문이다. 천문학 가운데도 19세기 이후에 시작된 비교적 새로운 분야이다.
실제로는 근대 이후 천문학의 거의 모든 연구에 있어서 물리학 이론의 응용은 빼놓을 수 없다. 그러므로 천문학과 천체 물리학을 구분하는 것은 큰 의미가 없다. 천문학과의 대학원 과정의 명칭으로 천문학(astronomy) 또는 천체 물리학(astrophysics)으로 분류되기도 하지만 이것은 전공 학문의 내용보다 그 연구실의 역사를 반영하고 있는 것에 지나지 않는다.

## 역사

### 태양의 연구
뉴턴은 1666년 일광 스펙트럼 실험을 시도하였고, 이를 프라운호퍼가 개량하여 1814년에 다수의 검은 선(暗線)을 발견했다. 1861년에는 키르히호프(G.R.Kirchhoff)가 이 때 검은 선이 태양 대기의 흡수에 기인한다는 것을 확인하고, 대기의 화학 조성을 밝혔다. 1868년의 일식 때, 홍염(紅焰)과 코로나의 스펙트럼 속에 미지 원소의 선이 발견되어 전자는 헬륨, 후자는 코로늄이라 이름지어졌으나 1939년에 코로늄은 100만도의 고온 속에서 고전리(高電離)된 원자에 기인한다는 것이 밝혀졌다. 이러한 사실에 사람들은 깊이 감명을 받았다. 헤일은 제만 효과에 의한 스펙트럼선(線)의 분열과 편광을 이용하여 1908년에 흑점의 자기장의 세기를 측정했다.

### 항성의 연구
스펙트럼을 처음으로 분석한 것은 허긴스와 세키(P.Secchi)였다. 허긴스는 도플러 효과에 의한 스펙트럼선의 편이(偏移)를 검출, 1868년에 항성의 시선 속도를 측정하였고, 세키는 1866년에 다수의 항성을 조사하여 스펙트럼형으로 분류했다.
1920년의 전리 이론이나 1900년의 방사 이론을 스펙트럼 관측에 적용하여 항성 대기의 온도·밀도와 항성 표면의 온도·휘도를 구할 수 있는데, 여기에 연주시차와 겉보기 밝기(視光度)를 측정하여 실제의 밝기(實光度)를 얻을 수 있다. 이 실제의 밝기와 휘도에서 항성의 실제 반지름을 계산해낼 수 있다. 또한, 1920년에 등장한 항성 간섭계에 의해서 거성(巨星)의 시직경(視直徑)을 직접 측정하기도 하였다.
항성의 질량은 연성계에 케플러의 제3법칙을 적용하여 얻을 수 있으며, 질량과 반지름으로 평균 밀도를 추정한다. 에딩턴은 이 방법으로 1924년 비중이 물의 수만배(倍)인 고밀도의 백색왜성(白色矮性)을 발견했다. 항성의 실제 밝기(절대 등급)에 대하여 3가지 경험적인 법칙이 도출되었다. 맥동성의 변광주기와 스펙트럼형, 연성(連星)의 질량과의 관계이다. 이러한 관계는 관측치의 통계에 의한 결과이며, 먼 별의 분광 시차, 성단(星團)·성운의 맥동성거리(脈動星距離), 혼자 있는 별의 질량의 추정에 도움이 되었다. 에딩턴은 이와 같은 경험 법칙의 이론적으로 증명하기 위하여 항성 내부 구조론을 연구하였고, 1938년 가모프(G. A. Gamov)와 베테(H. A. Bethe)는 항성 진화론을 굳혔다. 항성 내부 구조론에 따르면, 항성 내부는 대단한 고온도·고밀도이며, 항성 진화론에 따르면 항성 내부에서는 쉴 새 없이 열핵반응이 진행되어 모든 항성들이 방사능을 생산하면서 각각 나이를 먹게 된다.
1944년에 바데(W. Baade)는 세대를 달리하는 항성들을 발견했다. 1931년 잰스키는 천체의 전파를 포착하였고, 이후 새로운 우주 관측법이 개척되었다. 대전 후의 전파 망원경의 발달에 의해 수많은 라디오성(星)이 발견되었으며, 이들의 정체는 팔로마산 천문대 대망원경으로 해명되었다.

### 블랙홀의 연구
먼저, 아인슈타인이 1915년에 일반 상대성 이론을 발표하고 그 내용을 토대로 블랙홀을 예언했다. 그 후 블랙홀은 모든 물질을 빨아들이면서 계속 팽창한다는 블랙홀 이론이 한동안 받아들여지다가, 1974년 스티븐 호킹이 블랙홀 증발 이론을 발표하였다. 블랙홀 증발 이론에서는 양자 역학 이론을 적용해, 블랙홀이 물질을 흡수하는 과정에서 원자 구성 입자를 양극 방향으로 강한 X선 형태로 방출해 그 에너지를 다 소모하고 증발한다는 것이었다. 그러다 2004년, 스티븐 호킹이 블랙홀 증발 이론에서 블랙홀 내부에 들어간 물질의 정보가 파괴된다는 주장에 오류가 있다는 것을 알아차리고 블랙홀 안에서 정보가 보존된다는 이론을 인정하고, 수정된 이론을 발표하였다.

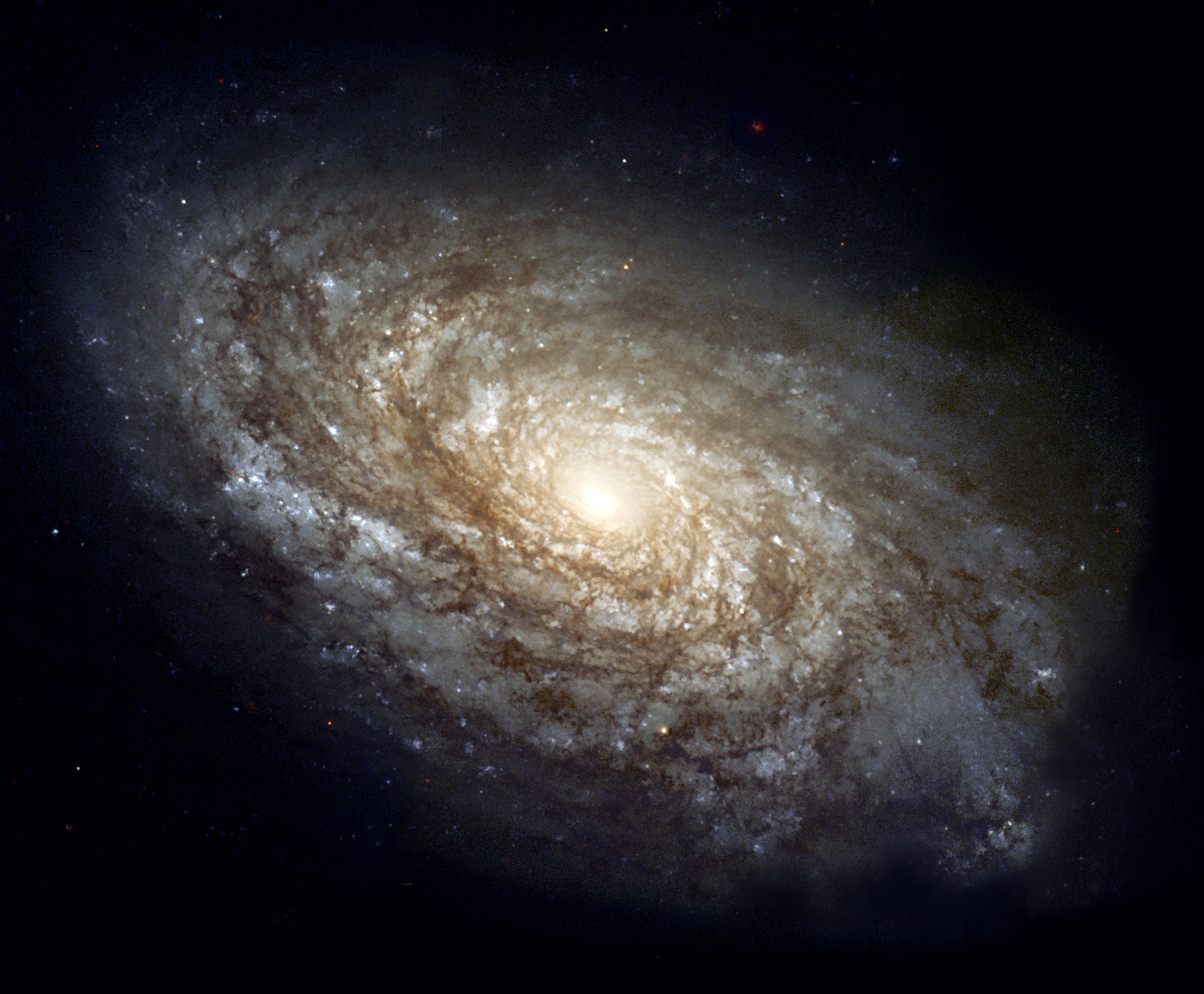
머리털자리 별자리에 있는 전형적인 나선 은하 NGC 4414. 지름은 대략 56000 광년이며 우리 은하로부터의 거리는 대략 6천만 광년이다.

## 참고 자료
- 이 문서에는 다음커뮤니케이션(현 카카오)에서 GFDL 또는 CC-SA 라이선스로 배포한 글로벌 세계대백과사전의 "천문학의 진보 - 천체 물리학의 진보" 항목을 기초로 작성된 글이 포함되어 있습니다.